# Pancaritat

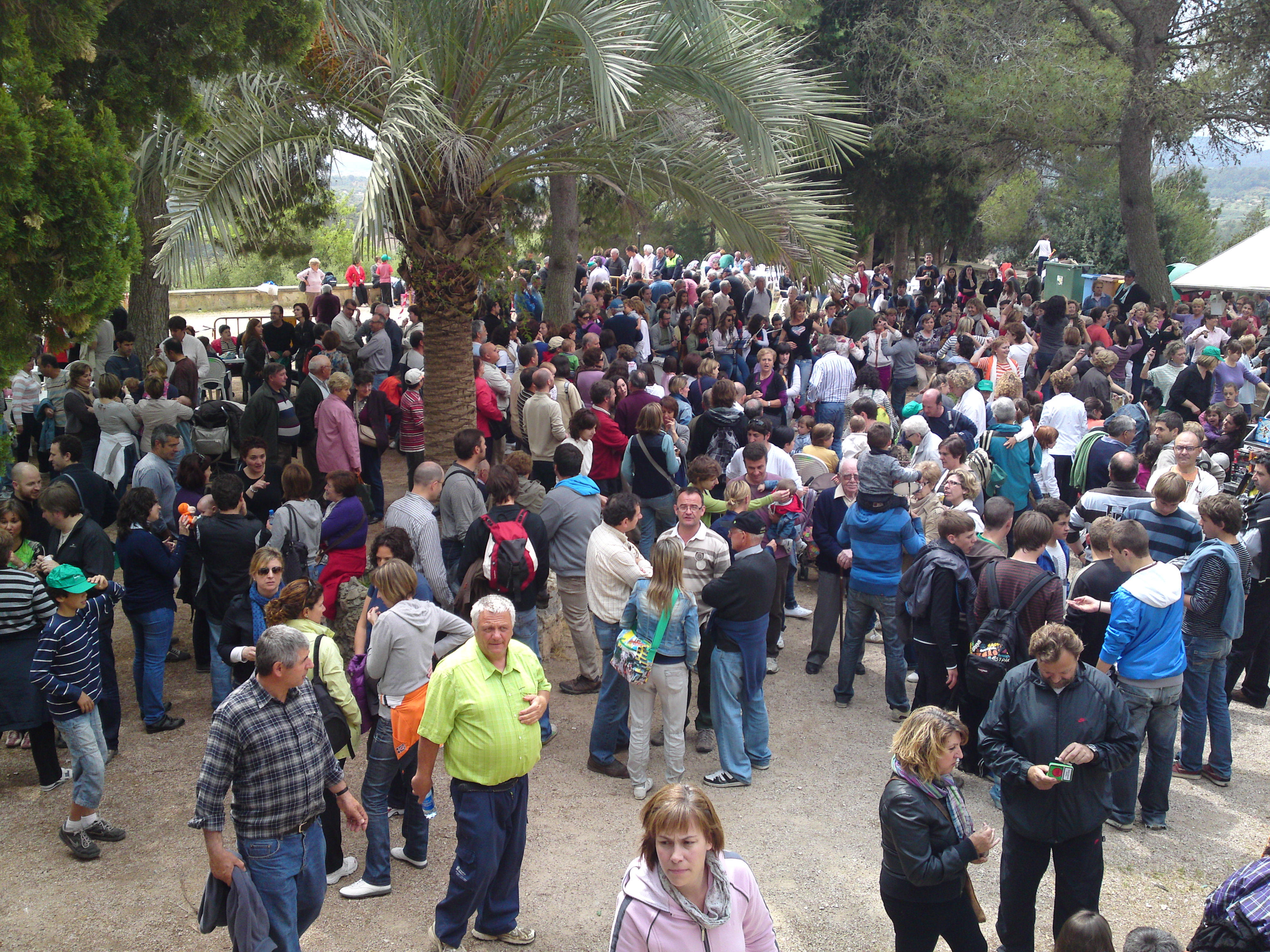
Pancaritat al puig de Sant Miquel (Montuïri, Mallorca) l'any 2011

Un pancaritat és una trobada popular fora de la vila on normalment hi ha una menjada que se celebra a les jornades posteriors a la Pasqua a molts pobles de Mallorca, com a "tercera festa" de Pasqua. S'hi consumeixen els darrers productes típics de Pasqua (panades, rubiols, crespells, flaons, carn rostida, vi i fruita, anomenats recrestalles o regastalles), fets a posta la segona festa de Pasqua o recollits en una capta anomenada cantar panades. El lloc triat sol ser emblemàtic per als participants, generalment fonts, ermites o santuaris, i s'hi fan ballades tradicionals (ball de les panades).
Els pancaritats procedeixen de la medieval diada de la Caritat, celebrada el dia de Pentecosta o Cincogema, que tenia relació amb el cicle agrari i en la qual s'efectuava la benedicció de les collites, modernament traslladada a Mallorca al tercer diumenge de Pasqua i efectuada secularment des del puig de Randa.
A l'edat mitjana, aquest dia els Jurats de la ciutat i regne de Mallorca duien a terme, a l'església del Temple de Palma, un repartiment de pa als pobres, d'on prové el nom de pancaritat (pa amb caritat). Aquest pa se solia anar a menjar col·lectivament a la vorera de la Riera i després a la Font Santa de la Teulera i amb el temps se substituí pels menjars de Pasqua.
Des de 1343 al segle xvii, es va fer també una processó al matí a la ciutat de Mallorca, on també se celebraven representacions teatrals en cadafals situats als carrers. Les organitzaven uns joves anomenats caritaters, que triaven els temes, però aquests arribaren a tenir un caràcter transgressor dels costums amb la conseqüència primer de la censura i després de la prohició, el 1443.
La festa des de 1407 interferí amb la de l'Àngel Custodi de la ciutat, celebrada primer el dia de la Caritat («lo primer dilluns aprés de la Dominica in albis»). L'any 1627, l'Església va passar la festa de l'Àngel al segon diumenge després de Pasqua i l'any 1672, al dia 2 d'octubre, però popularment s'ha mantengut en el primer diumenge després de Pasqua.
A més de procedir de la festa de l'Àngel i del dia de la Caritat, el pancaritat també té relació amb la celebració de la Pasqua. Aquest dia es feien visites en grup als parents i amics, en les quals es cantaven les cançons titulades Deixem lo dol, els antics goigs de Pasqua, i s'intercanviaven presents, generalment pastissos de Pasqua (panades, flaons, rubiols). Aquest costum es convertí en l'anomenat anar a cantar (per captar) panades amb cançons derivades de les esmentades i recollint presents, com ous (antecedent de les mones de Pasqua), panades i crespells per a consumir a la segona festa i fins i tot al pancaritat i les captes acabaven en balls de pagès amb l'assistència de les al·lotes de les cases donants amb ses mares. Tot plegat es tracta del costum equivalent a la festa les caramelles de la Catalunya Vella i del nord de la Catalunya Nova i té el mateix origen.
A la darreria del segle xx, es restaurà la celebració del pancaritat a Palma, però ara al castell de Bellver.